# Sierpiński-halmazok
A Sierpiński-halmaz a Lebesgue-mértékkel kapcsolatos, halmazelméleti vizsgálatoknál használt fontos fogalom. Wacław Sierpiński lengyel matematikusról kapta a nevét.

## Definíció
A {\displaystyle H\subset \mathbb {R} } halmazt, amelyre igaz, hogy {\displaystyle |H|={\mathfrak {c}}}, és minden {\displaystyle A\subset \mathbb {R} } nullmértékű halmaz esetén {\displaystyle H\cap A} megszámlálható, Sierpiński-halmaznak nevezzük. ({\displaystyle {\mathfrak {c}}} a kontinuum számosságot jelöli.)

## Tulajdonságok
- Ha feltesszük a kontinuumhipotézist, akkor létezik ilyen halmaz.
- Konzisztens, hogy {\displaystyle {\mathfrak {c}}=\aleph _{2}} és van Sierpiński-halmaz.
- Minden Sierpiński-halmaz első kategóriájú.